# Lyme Hall

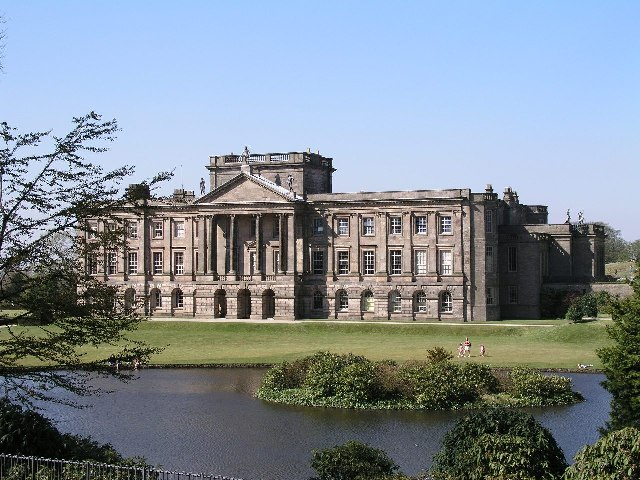
Fachada sul do Lyme Hall, mostrando o relvado sul e o lago.

Lyme Hall é um palácio da Inglaterra inserido num parque, o Lyme Park, próximo de Disley, no Condado de Cheshire. O palácio é um grande edifício construído em estilo Isabelino e mais tarde alterado para um estilo que lembra um palazzo italiano. É um Listed building classificado com o Grau I.

## História

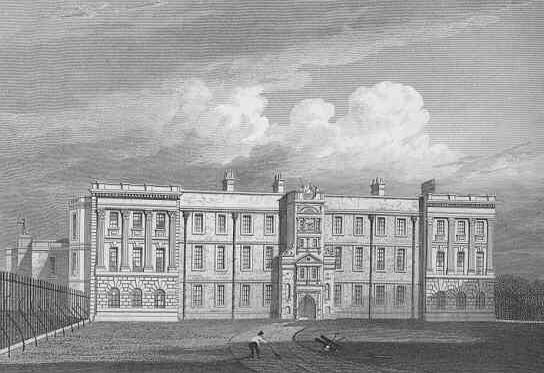
A fachada norte de Lyme Hall, representada na obra Views of the Seats of Noblemen and Gentlemen, de Jones (1819).

A propriedade de Lyme foi concedida ao primeiro Piers Legh e à sua esposa Margaret por Ricardo II, em 1398, como recompensa pelos feitos na Batalha de Crécy.
Depois da doação das terras aos Legh, em 1398, foi construída uma casa, por volta do ano 1400, mas esta era pouco mais que um pavilhão de caça. Somente no século XVI Sir Piers VII fez de Lyme a sua casa principal, construindo o actual palácio.. Ao longo dos dois séculos seguintes, a propriedade foi desenvolvida com Sir Piers Legh VII a promover um extenso programa de reconstruções, tendo as renovações continuado com as gerações sucessivas. Na década de 1720, o arquitecto veneziano Giacomo Leoni transformou o edifício em estilo Tudor de forma a fazer lembrar um palazzo italiano. No entanto, apesar da sua aparência exterior, o interior do palácio foi deixado praticamente inalterado.
Durante o século XIX, o edifício foi restaurado e alterado extensivamente por Lewis Wyatt, que renovou cada sala da mesma forma e, em 1860, foi iniciado o jardim que se pode ver actualmente.
No século XX, a conservação e manutenção de Lyme tornou-se difícil para a família e, por esse motivo, quatro anos depois de ter herdado a propriedade, o 3º Lorde Newton deu Lyme Hall e os 1.400 acres que o rodeiam ao "National Trust for Places of Historic Interest or Natural Beauty" (Instituto Nacinal para Lugares de Interesse Histórico ou Beleza Natural, de forma a assegurar o seu futuro.

## O palácio
A partir do que é agora o parque de estacionamento, acede-se a Lyme Hall subindo uma colina íngreme. O portão e grades substituem uma anterior cerca murada, cujos portões se encontram actualmente na entrada do parque.

### O pátio
O pátio de Lyme Hall foi desenhado por Giacomo Leoni cerca de 1726, tendo o trabalho ficado concluído em 1734. Foi desenhado de forma a lembrar um palazzo do Norte da Itália; o piano nobile é prolongado por pilastras dóricas, a Este fica um conjunto de degraus que conduz à entrada e, no lado Norte, podem ser vistas as portas e janelas superiores parcialmente obstruídas, as quais foram disfarçadas. Desde Leoni, o palácio mudou pouco, com excepção da torre de Lewis Wyatt no lado Sul, e do pavimento cor-de-rosa e branco introduzido na Era eduardiana.

### A galeria de entrada
Esta sala foi criação de Leoni, que a construiu dentro do confinamento da Grande Galeria Isabelina. A lareira e entrada ficaram intencionalmente descentradas para disfarçar a assimetria da sala. Retratos de corpo inteiro de Eduardo III e Eduardo, o Príncipe Negro foram suspensos nos extremos opostos da sala, dois indivíduos a quem os Legh deviam Lyme. O retrato do Príncipe Negro sobrevive actualmente, e balança para fora da parede para permitir uma visão oblíqua a partir da sala de estar.

## Lyme Park
O Lyme Park possui 6,8 hectares (17 acres) de jardins vitorianos que incluem um parterre afundado, um roseiral eduardino, lago e jardim ravina. Este jardim está contido num parque de veados medieval, com rebanhos de veados encarnados e fulvos, que cobre perto de 566 hectares (1.400 acres) de parque, pântanos e bosques. Contém também uma torre de caça do século XVIII chamada "The Cage" (A Gaiola), a qual é aberta ao público em datas seleccionadas.

## Curiosidades
Lyme Hall foi usado, em 1995, como local de filmagens na adaptação pela BBC, da novela de Jane Austen, Orgulho e Preconceito. Na série televisiva, Lyme Hall tomou o lugar de Pemberley, a casa ficcional de Mr. Darcy.
Lyme Hall foi também usado, em 2011, como local de filmagens do filme de Nick Murphy The Awakening.